# Rhodesiella sabroskyi
Rhodesiella sabroskyi är en tvåvingeart som beskrevs av Cherian 1977. Rhodesiella sabroskyi ingår i släktet Rhodesiella och familjen fritflugor. Inga underarter finns listade i Catalogue of Life.